# Abadia de Neufmoustier
L'abadia de Neufmoustier era una abadia fundada per Pere l'Ermità, cap al 1100, als afores de la ciutat de la bona vila de Huy, al principat de Lieja. Primer va ser un priorat agustí, que es va elevar al grau d'abadia el 1208. El monestir va tancar definitivament el 1797 durant la ocupació francesa i els edificis van ser venuts com a propietat nacional. Va passar de mà en mà durant el segle xix i se'n van enderrocar algunes parts.
Només en queden dues ales del claustre gòtic, que són protegides com a patrimoni cultural. El 1798, Jean Goswin, un fabricant d'armes va comprar el conjunt. Des de 1854, Charles Godin, nou propietari del casal de l'abat, el va transformar en castell per l'arquitecte Emile Vierset-Godin. Avui és propietat de l'ajuntament de la ciutat de Huy.
El nom llatí novum monasterium (monestir nou) es va transformar en la paraula valona Neufmoustier. Al museu Curtius de Lieja es conserva el manuscrit Obituari de Neufmoustier, una crònica que conté els noms dels membres de la comunitat religiosa i dels benfactors des de 1130 fins a 1792.

## Persones
- Alberic de Trois-Fontaines (segle xiii), cronista i monjo de Neufmoustier
- Maurici de Neufmoustier (segle xiii), canonge i erudit que va continuar la crònica d'Alberic.[5]
- Renier de Huy, orfebre[4]
- Godofred de Huy, orfebre[4]